# High River
High River är en ort i Kanada.   Den ligger i provinsen Alberta, i den södra delen av landet, 2 900 km väster om huvudstaden Ottawa. High River ligger 1 034 meter över havet och antalet invånare är 9 826.
Terrängen runt High River är platt. Närmaste större samhälle är Okotoks, 18,0 km norr om High River.
Trakten runt High River består till största delen av jordbruksmark. Runt High River är det tätbefolkat, med 286 invånare per kvadratkilometer.